# Journal des débats

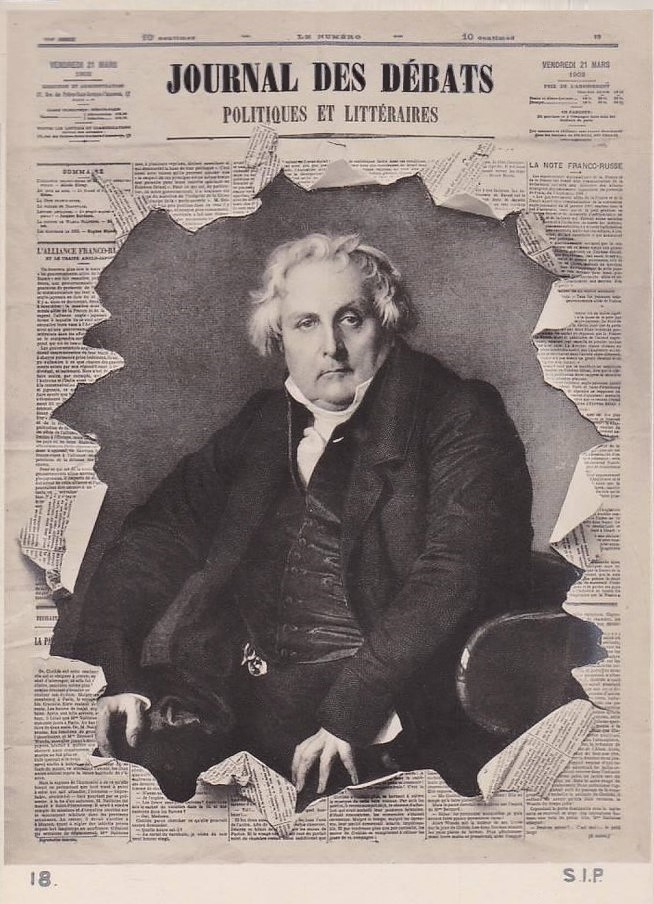

Het Journal des débats is een Franse krant die van 1789 tot 1944 verschenen is.
De krant is opgericht kort na de eerste bijeenkomsten van de Staten-Generaal in 1789. Oorspronkelijk gaf zij verslag van de debatten in de Nationale Vergadering onder de titel Journal des débats et des décrets. Een grote bloei beleefde de krant nadat de gebroeders Bertin er in 1799 de eigenaars van werden.
Het Journal des débats stond vrij kritisch tegenover Napoleon, die de krant omdoopte tot Journal de l'Empire (1805-1814). Tijdens de Restauratie was zij behoudend maar niet reactionair. Tijdens het ultra-royalistische bewind van Karel X schoof zij op naar de liberale oppositie.
Het Journal des débats gold lange tijd als de meest invloedrijke krant van Frankrijk, en dankte een deel van haar reputatie aan de bijdragen van bekende schrijvers en journalisten.
Tijdens de bezetting van Frankrijk in de Tweede Wereldoorlog bleef de krant verschijnen. Als gevolg daarvan werd het Journal des débats na de bevrijding in 1944 opgeheven.

## Beroemde medewerkers
- Hector Berlioz
- Castil-Blaze
- François René de Chateaubriand
- Julien Louis Geoffroy
- Victor Hugo
- Jules Janin
- Charles Nodier
- Eugène Sue